# Lycaena neui
Lycaena neui är en fjärilsart som beskrevs av Rummel 1928. Lycaena neui ingår i släktet Lycaena och familjen juvelvingar. Inga underarter finns listade i Catalogue of Life.